# 전신 스캐너

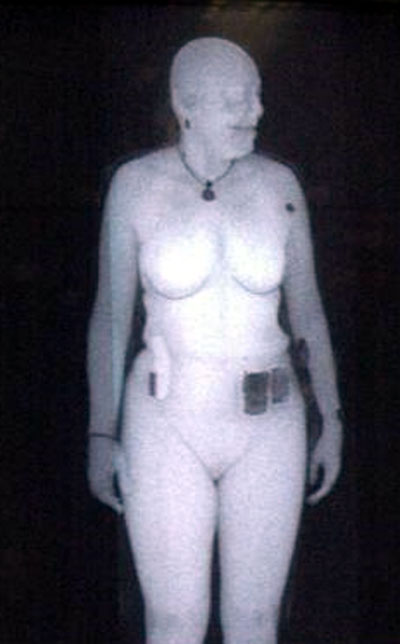
TSA 보안연구실장 할로웰의 X선 영상

전신 스캐너(全身 scanner)는 물리적 접촉 없이 알몸 영상을 만들어 낼 수 있는 장치이다.
전신 스캐너는 물리적인 옷을 벗거나 물리적인 접촉을 하지 않고 보안 검색 목적으로 사람의 신체 위 또는 내부에 있는 물체를 감지하는 장치이다. 금속탐지기와 달리 전신스캐너는 2000년대 다양한 여객기 폭파 시도 이후 우려가 커지는 비금속 물체를 탐지할 수 있으며 일부 스캐너는 삼킨 물체나 사람의 체강에 숨은 물체도 탐지할 수 있다. 2007년부터 전신 스캐너는 많은 국가의 공항과 기차역에서 금속 탐지기를 보완하기 시작했다.